# Llau de la Torre
La llau de la Torre és una llau de l'antic terme d'Espluga de Serra, de l'Alta Ribagorça, actualment inclòs en el terme municipal de Tremp, al Pallars Jussà.
Es forma a les Sargues, al sud de Torogó i al sud-est de la Torre de Tamúrcia, on s'ajunten diverses llaus de muntanya, entre les quals destaca la llau de la Coma. Des d'aquell indret baixa cap al sud i sud-oest, per la vall que obre aquesta llau entre el Serrat del Rei, a ponent, i el Tossal de Torogó, a llevant. S'aboca en el barranc de Torogó a prop i al nord-oest del poble d'Aulàs.